# بیل کلارک (بازیکن فوتبال، زاده ۱۹۱۶)
بیل کلارک (انگلیسی: Bill Clarke; ۲ ژوئیهٔ ۱۹۱۶ – ژوئن ۱۹۸۶ (aged 69)) بازیکن فوتبال اهل بریتانیا بود.
از باشگاه‌هایی که در آن بازی کرده‌است می‌توان به باشگاه فوتبال اکستر سیتی، باشگاه فوتبال ساوت‌همپتون، باشگاه فوتبال چلتنهام تاون، و باشگاه فوتبال لستر سیتی اشاره کرد.